# Calameae
Calameae es una tribu de plantas con flores perteneciente a la subfamilia Arecoideae dentro de la familia Arecaceae. Tiene las siguientes subtribus.

## Subtribus
Según Wikispecies
- Ancistrophyllinae - Calaminae - Eugeissoninae - Metroxylinae - Oncocalaminae - Pigafettinae - Plectocomiinae - Raphiinae

Según GRIN
- Calaminae
- Korthalsiinae
- Metroxylinae
- Pigafettinae
- Plectocomiinae
- Salaccinae[1]